# Scottsboro (Alabama)
Scottsboro é uma cidade localizada no estado americano de Alabama, no Condado de Jackson.

## Demografia
Segundo o censo americano de 2000, a sua população era de 14.762 habitantes.
Em 2006, foi estimada uma população de 14.951, um aumento de 189 (1.3%).

## Geografia
De acordo com o United States Census Bureau, a localidade tem uma área de 134,0 km², dos quais 122,6 km² cobertos por terra e 11,4 km² cobertos por água. Scottsboro localiza-se a aproximadamente 190 m acima do nível do mar.

## Localidades na vizinhança
O diagrama seguinte representa as localidades num raio de 24 km ao redor de Scottsboro.